# Szvobodnij űrrepülőtér
Szvobodnij (oroszul: Свободный), teljes nevén az Oroszországi Föderáció Védelmi Minisztériumának 2. sz. kísérleti űrrepülőtere (oroszul: 2-й Государственный испытательный космодром МО РФ, magyar átírásban: 2. Goszudarsztvennij iszpitatyelnij koszmodrom MO RF)  űrrepülőtér Oroszország Amuri területének Szvobodniji járásában. 2007 óta nem működik. Az űrrepülőtér kiszolgáló települése Uglegorszk zárt város.

## Története
1961–1994 között a Hadászati Rakétacsapatok (RSZVN) 27. hadosztályának rakétabázisaként működött. A bázist 1964–1970 között építették ki. Kezdetben RSZ–10, később RSZ–18-as, silóból indítható interkontinentális rakéták állomásoztak a bázison. A bázis területe 780 négyzetkilométer. Szvobodnij várostól 50 km-re északra fekszik.
A Szovjetunió felbomlásával a kialakított rakétalőterek közül a legnagyobb Bajkonuri űrrepülőtér Kazahsztán területére volt teljes infrastruktúrával kiépítve. Működtetését bérleti rendszerben folytatják, folyamatos működését az újra jelentkező politikai feszültségek rendszeresen hátráltatják. A zavartalan szolgáltatás miatt keresni kellett egy megfelelő helyen lévő új bázist. Bajkonur fontos bázisa a Nemzetközi Űrállomás (ISS) üzemeltetésének. A Pleszeck űrrepülőtér északi pozíciójában nem alkalmas nagyobb rakéták indítására (nagy költségeket igényel).
A rakétalőtér űrkikötővé való átalakítása 1996. január 3-án kezdődött, és be is fejeződött. Az RVSN helyére költözött több vállalat: Rakéta szerviz (ZAO, oroszul: ЗАО – Пусковые услуги); teljes körű űrállomás üzemeltető (NTC – НТЦ Комплекс-МИТ). Önálló komplexumok biztosítják a rakéták (tárolását, előkészítését, fellövését). Az első űrrakéta indítására 1997-ben került sor. Alkalmazott típus a szolgálatból kivont RT–2PM Topol interkontinentális ballisztikus rakétán alapuló Sztart–1 hordozórakéta volt. Az 1999-ben kezdődött fejlesztések költségeit a Honvédelmi Minisztérium és a Orosz Szövetségi Űrügynökség biztosította. Megkezdték a Rokot hordozórakéta, valamint az Angara hordozórakéta indítási feltételeinek kialakítását, illetve olyan le- és felszálló pálya építését, ahova nehéz repülőgépek érkezhetnek. Kiépítésre került a hajtóanyag tároló; a kommunikációs központ; az oktatási központ; a követési állomás;  az egészségügyi létesítmény és a rakéta-tároló, -összeszerelő hangár. A program keretében mintegy 30 000 műszaki személyzet dolgozott. 2007-ben az űrrepülőteret bezárták.
Feladatát a szintén az Amuri területen épülő Vosztocsnij űrrepülőtér vette át, ahonnan 2016-ban hajtották végre az első indítást.